# کولنیو
شهر  کولنیو (به ایتالیایی: Collegno) با جمعیت ۵۰٬۱۷۵ نفر  در ناحیه پیمونت در کشور ایتالیا واقع شده‌است.